# Берсерк (манга)
«Берсерк» (яп. ベルセルク Бэрусэруку) — фэнтези-манга, автором которой является Кэнтаро Миура. Первый том был издан в 1989 году. Согласно опросу, проведённому в 2007 году министерством культуры Японии, занимает 25-е место среди лучшей манги всех времён. Кроме того, на основе манги было создано несколько компьютерных игр, ранобэ, три полнометражных анимационных фильма и 3 аниме-сериала (1997, 2016 и 2017 года выпуска). В настоящее время в Японии опубликовано 397 глав манги (первые 16 в журнале Animal House, остальные 381 в Young Animal). Отдельное издание составляет 42 танкобона. В ноябре 2009 года компания «Комикс-Арт» объявила о приобретении лицензии на российское издание «Берсерк», и 24 июня 2010 года вышел первый том. После 7 тома выпуск был приостановлен. В 2020—2025 годах XL Media представила 10 томов. В 2021 году по итогам голосования на TV Asahi с участием 150 тысяч японцев, «Берсерк» занял 91 место в топ-100 манги всех времён.
Манга имела значительный успех как среди читателей, так и среди критиков. Изданный тиражом более 50 миллионов копий, «Берсерк» рассказывает историю жизни наёмника по имени Гатс. Действие разворачивается в мире, напоминающем средневековую Европу. Основу сюжета составляют мистические события, происходящие вокруг Гатса, и его отношения с Гриффитом, предводителем наёмников, известных как «Банда Ястреба» (яп. 鷹の団 Така но Дан). Как манга, так и аниме отличаются крайней жестокостью, что делает сериал классическим представителем «тёмного фэнтези».
6 мая 2021 года Кэнтаро Миура скончался в возрасте 54 лет от разрыва аорты. Манга осталась незавершённой. 7 июня 2022 года Hakusensha объявила, что выпуск манги возобновится под руководством Кодзи Мори — друга Миуры с иллюстрациями сотрудников Studio Gaga, сюжет будет продолжен на основе идей и комментариев автора.

## Манга

### Мир
Вымышленный мир манги «Берсерк» напоминает Европу приблизительно XIV—XV веков — позднее Средневековье (также много доспехов начала XVI века, что уже раннее Новое время). Основное место действия — королевство Мидланд, которое граничило с империей Тюдор. Между ними шла война, которая не прекращалась сто лет. На востоке располагалась обширная Кушанская империя, её культура напоминала индоиранскую. Кроме того, существовало ещё несколько меньших по размеру королевств, графств, республик и городов-государств. В океане, на острове Скеллиг, находилась загадочная страна Эльфхейм. После победы над кушанами, в Мидланде был основан город Фалькония.
Хотя действие «Берсерка» происходит в мире фэнтези, магия там распространена незначительно. Широкое распространение она имела лишь на востоке, где маги подчинялись императору Ганишке. На Западе магией владели лишь немногочисленные ведьмы, за которыми охотилась инквизиция, поскольку колдовство активно порицалось религией Святого Престола. Церковная организация схожа с католической, глава также носит титул папы, а резиденция называется Ватикан.

### Основные персонажи
Гатс (яп. ガッツ Гатцу) — главный герой манги. Высокий, мускулистый, черноволосый (с белой прядью) мужчина, сражающийся поражающим воображение мечом «Убийца драконов». В период арки «Золотой век» Гатс — наёмник, капитан отряда Сокола, также возглавлял боевые рейды. Также известен как «Чёрный мечник», одинокий охотник на демонов, отправившийся в путь, чтобы отомстить Гриффиту за страшное предательство. Он лишён правого глаза и левого предплечья, на месте которого носит железный протез с насаженным арбалетом, скрывающим маленькую ручную пушку. В арке «Ястреб тысячелетней империи» надел магические доспехи Берсерка, обладающие страшной силой, способной убить и врагов, и хозяина. Чтобы помочь Каске, отправился на остров Скеллиг вместе с новыми спутниками, на время отказавшись от мести. Однако, несмотря на свою мощь, не смог спасти Каску от похищения Гриффитом.
Сэйю — Нобутоси Канна, Хироаки Иванага
Гриффит (яп. グリフィス Гурифису) — в период арки «Золотой век» предводитель отряда Сокола. Крайне амбициозный человек: основная цель его жизни — завоевать собственное королевство, и ради претворения этой цели в жизнь он готов пожертвовать всем и всеми. Необычайно красив, умён и коварен. Мастерски владеет клинком. Уважает людей, которые стремятся к своей мечте. Пытался захватить власть над Мидландом, однако всегда стремился сделать это в наибольшей степени легитимно и оставаясь популярным в народе. За заслуги перед Мидландом был пожалован званием лорда-протектора. Из-за ухода Гатса вступил в любовную связь с принцессой Шарлоттой, за что был брошен в темницу и утратил человеческий вид. После освобождения, с помощью Бехелита вызвал Затмение и переродился в пятого апостола Руки Бога — Фемто. Предал Гатса, изнасиловав Каску у него на глазах и отдав всех подчинённых на съедение чудовищам. Во время ложного Затмения в Башне Осуждения обрёл человеческую сущность. Собрал новый отряд Сокола из верных апостолов. Принцесса Шарлотта назначила его командующим армией Мидланда. Для народа Гриффит был объявлен мессией — «Ястребом Света». Разгромив кушан и Ганишку, основал свою столицу Фальконию. Способен превращаться в Лунного мальчика, который ранее позволил ему вернуться в мир живых. Благодаря этому Гриффит проник на остров Скеллиг и забрал Каску.
Сэйю — Тосиюки Морикава, Такахиро Сакураи
Каска (яп. キャスカ Кясука) — единственная девушка в отряде Сокола, помощница и первая заместительница Гриффита. Превосходно владеет мечом, уступая в этом лишь Гатсу и Гриффиту. Изначально была влюблена в Гриффита и готова ради него на всё, после того, как он спас её и принял в отряд. После того как Гатс стал одним из «соколов», между ним и Каской постоянно вспыхивали конфликты, однако с течением времени характер их взаимоотношений начал меняться на более дружеский, а потом и вовсе перерос в любовь. По манге — одна из троих, кто выжил при гибели отряда, но не выдержав Затмения, потеряла рассудок. Для её исцеления Гатсу пришлось совершить долгое путешествие, прежде чем на острове Скеллиг им помогла королева эльфов, вернувшая Каске память. Похищена Гриффитом.
Сэйю — Юко Миямура, Тоа Юкинари

### Влияние
Ни одна другая работа японских авторов не смогла лучше претворить в жизнь идеи Майкла Муркока о Вечном Воителе, которому суждено сражаться против неумолимой неизбежности мироздания. Поскольку Миура начинал карьеру под патронажем Ёсиюки Окамуры, то очевидно влияние «Кулака Полярной звезды» и Ourou. В детстве Кэнтаро очень любил читать «Сагу о Гуине» Каору Куримото, откуда взял эпичный фантастический мир и средневековую обстановку. Стиль и эстетика рисования испытали сильное влияние Го Нагаи (Devilman, Violence Jack). «Берсерк» придерживается западной традиции фэнтези: Конан, Горец, «Сага об Элрике», «Экскалибур», «Зловещие мертвецы», «Плоть и кровь». Образ Гатса формировался от ролей, сыгранных Рутгером Хауэром, позже Миура узнал о существовании Гёца фон Берлихингена. Одежда главного героя похожа на Безумного Макса. Серпико списан с Андрэ Грандье из манги The Rose of Versailles. Демонический мир напоминает «Восставший из ада». Если Рука Бога и апостолы предстают в качестве искажённых воплощений ангелов, то Гриффит — предельно извращённая версия традиционного героя фэнтези и рыцарских романов. Источником вдохновения были также картины Иеронима Босха, цитаты из них встречаются на страницах манги. Изображения напоминают и классиков гравюры, таких как Гюстав Доре. Возникают ассоциации с ужасами EC Comics 1950-х годов, которые мог читать Миура.
«Берсерк» сам повлиял на другие произведения. Серия игр Souls выступает одним из ярких примеров: это не только мрачная атмосфера, грубый и жестокий мир, но и герои, монстры, оружие, броня и даже целые локации. Хидэтака Миядзаки является поклонником манги и называл её в числе источников вдохновения. Также заимствования присутствуют в «Клейморе», называемом «женским „Берсерком“», «Саге о Винланде», «Гангрейве», Übel Blatt, «Атаке титанов», Blue Exorcist. «Берсерк» положил начало тенденции, которая воплотилась в таких героях, как Клауд Страйф из Final Fantasy VII, Данте из Devil May Cry и Каим из Drakengard.

### Выпуск
В 1988 году вышел черновик Prototype. Официальная публикация началась в 1989 году. В Японии информация о берсерках практически отсутствовала. Миура выбрал это слово из-за таинственности. Гибель Банды Сокола стала поворотным моментом, чтобы избежать несерьёзности в стиле «на самом деле они не умерли!» как в манге Sakigake!! Otokojuku. Броню, что сводит хозяина с ума, Миура ввёл с появлением сильных противников с мощным оружием. Также он развивал линию магии, в результате чего удалось решить проблему Гатса, для которого боль — это одержимость.
Автор неоднократно брал перерыв c 2006 года, потому что в основном сам рисует персонажей и фоны, несмотря на помощь ассистентов из Studio Gaga. В 2013—2014 годах Миура работал над мангой «Гигантомахия», оставив мало времени для «Берсерка». Медлительность и перфекционизм вызывали подозрения об ухудшении состояния здоровья. С момента, когда Гатс и его компания прибыли в Эльфхейм, мангака использовал графический планшет. Популярная версия о причине частых пауз и уходов в отпуск связана с игрой The Idolmaster'. В 2017 году издано ранобэ Berserk: The Flame Dragon Knight, рассказывающее историю Грюнбельда. Сюжет написал Макото Фуками, иллюстрации сделал Кэнтаро Миура. В 2019 году начала выходить манга Duranki, которая занимает часть сил и времени творческого коллектива. Туда перешли некоторые идеи, нереализованные в «Берсерке». Все сотрудники талантливые, но Миура задерживает появление новых глав и томов, хотя надеется на ускорение и заявляет, что не устаёт от основного труда. С возрождением Каски часть об эльфийском острове почти закончена, и после этого обещано «удивительное развитие событий» вместе с Duranki. История близится к завершению и сосредоточится на Гатсе и Гриффите. Был объявлен проект «Новое начало» — выставка в честь 30-летия в токийском комплексе Sunshine City в 2021 году (отложена из-за пандемии COVID-19). В интервью Animate Times, опубликованном 14 апреля 2021 года, незадолго до смерти, Миура заметил, что думает закончить мангу, не расширяя сюжет, поскольку речь идёт о здоровье. 7 июля 2021 года Young Animal ответил на вопрос поклонников: будущее «Берсерка» пока не определено. «Большая выставка „Берсерка“ — 32 года живописи Кэнтаро Миуры» проходит в Sunshine City с 10 по 23 сентября 2021 года, представлено более 300 оригинальных изображений. Мероприятие посетили Сусуму Хирасава, Тоа Юкинари и Юко Миямура. 10 сентября была опубликована 364 «последняя» глава. Этот выпуск Young Animal стал мемориальным, включив буклет «Послания к Кэнтаро Миуре» и плакат с известными сценами из манги. 24 декабря 2021 года в Японии вышел 41-й том, специальное издание состоит из иллюстрации на холсте формата B5 и компакт-диска (Drama CD и песни Хирасавы «Forces» и «Forces II»).
Из материалов выставки «Берсерка» стало известно, что Миура перед смертью успел сделать 60—80 % манги. В продолжении Гатс должен был сразиться с Гриффитом несколько раз. Часть «Эльфийский остров» заканчивалась, и герои покидали эту землю. Также автор хотел раскрыть в сюжете Рыцаря-черепа. Тогда издатель не был готов решить дальнейшую судьбу произведения. После возобновления манги новые главы выходят с 24 июня 2022 года, шесть из них закончат арку «Фантазия», остальные продолжат историю. Случаи, когда автор умер, но выпуск не прекращался, уже были с Crayon Shin-chan и Golgo 13. С 22 сентября 2023 года началась публикация новой арки, созданной Studio Gaga под руководством Кодзи Мори. По его словам, он был единственным, кто слышал всё об окончании «Берсерка», общаясь с Миурой. Ему примерно известно, сколько лет и томов понадобится для завершения проекта. Но сложно заполнить пустоту, оставленную автором. Несмотря на жалобы интернет-пользователей, что Мори будет делать мангу, как захочет, он ответил: «С моими способностями я бы никогда не смог создать или нарисовать Берсерка». В продолжении предстоит решить много трудных вопросов, и есть места, где сам Миура не разобрался.

## Аниме
25-серийная аниме-экранизация манги, озаглавленная «Берсерк» (яп. 剣風伝奇ベルセルク Кэнфу: Дэнки Бэрусэруку), была снята в 1997 году на студии Oriental Light and Magic. Несмотря на то что в основном сериал следует манге, в него были внесены некоторые изменения. Поскольку при создании аниме было принято решение ограничиться первыми 13 томами, содержащими две арки «Чёрный мечник» и «Золотой век», многие сцены, касающиеся событий и сюжетных линий, раскрытых позднее, были исключены из сценария. Примером этому могут служить битва с графом из 2—3 томов и практически полностью вычеркнутый 11-й том. Из персонажей исчезли Пак, Донован, Рыцарь-череп, Силат и Вьяльд.
Созданием занимался Наохито Такахаси, который использовал технику рисования Осаму Дэдзаки (разделённый экран, резкое освещение, статичные кадры с голландским углом, пастельными тонами, напоминавшими открытки). Кроме того, сценаристы сериала, работавшие в сотрудничестве с мангакой, внесли значительные изменения в общую тематику истории. Ключевая для манги атмосфера сверхъестественного, темы судьбы и причинности, были заменены на более подходящую для короткого телесериала тему амбиций и страдающей от них дружбы. Помимо этого, несмотря на то что сериал демонстрировался поздно ночью (вторник, 00:00-00:30), некоторые сцены оказались чрезмерно жестокими даже для этого слота и также были вырезаны или значительно изменены. На экраны сериал вышел в осеннем сезоне и демонстрировался с 7 октября 1997 года по 1 апреля 1998 года. В 1999 году «Берсерк» попал в американский эфир и стал известен за рубежом.
27 сентября 2010 года была официально анонсирована вторая экранизация манги (ремейк), ей занималась Studio 4°C. Премьера первого анимационного фильма трилогии состоялась 4 февраля 2012 года. После выхода «Берсерк. Золотой век. Фильм III: Сошествие» в 2013 году Studio 4 °C предложили снять сериал, но они отказались, так как редко занимаются подобным форматом.
1 июля 2016 года началась трансляция новой адаптации манги, повествование идёт с сокращённой арки «Чёрного мечника», далее переходит на «Осуждение» (без части «Потерянные дети») и «Ястреб тысячелетней империи». Создатели не связывают новую адаптацию напрямую с трилогией и сериалом 1997 года. Для ознакомления зрителей с прошлыми событиями используются флешбэки. Оригинальный сценарий 3 серии написал сам Миура. Режиссёр Итагаки работал с традиционной анимацией на Millepensee, тогда как студия GEMBA — с 3D, а производственное сотрудничество осуществляла Liden Films. Показ завершился 23 июня 2017 года. Были выпущены две версии: цензурированная для телевидения и на видеоносителях без ограничений. Что касается дальнейшей экранизации, то Сэмюэль Дитс, работавший над созданием сериала «Кастлвания», выразил желание участвовать в проекте. Интерес проявил также продюсер Ади Шанкар. По мнению Screen Rant, лучший выбор — совместное производство двух студий с высоким уровнем качества, таких как Powerhouse Animation Studios и MAPPA, или ufotable и Wit Studio. Hakusensha и Studio Gaga заявили, что не разрешают производство фанатской анимации «Берсерка».
30 октября 2019 года вышел комплект Blu-ray Berserk 2016—2017 с улучшенной анимацией, буклетом и саундтреком на 3 CD от NBCUniversal Entertainment Japan. В 2022 году трилогия фильмов «Берсерк. Золотой век» Memorial Edition впервые показывается по японскому телевидению. Все 13 серий без цензуры издаются Aniplex на Blu-ray 29 марта 2023 года. Бонусные кадры включают интервью с Кэнтаро Миурой. В 2024 году американская компания Discotek Media анонсировала выпуск аниме-сериала 1997 года на Blu-ray, который содержит ремастированную версию в HD-качестве.

### Музыка
Саундтрек к сериалу 1997 года написал и исполнил Сусуму Хирасава по приглашению Кэнтаро Миуры, который создавал «Берсерк» под его музыку. Начальную композицию «Tell me why» спела группа Penpals, завершающую «Waiting so long» — Silver Fins. Самой известной стала песня Хирасавы «Forces». Также выделяются музыкальные темы «Behelit», «Guts», «Fear», «Earth», они прекрасно передают атмосферу. В 2019 году альбом был выпущен на грампластинке лейблом Tiger Lab Vinyl, отличие заключается в ремастеринге и отсутствии песен. В 2022 году издана аудиофильская версия на двух LP, звукорежиссёром являлся Джош Бонати. Также существовал эксклюзивный вариант, распространяемый только Anime Limited.
Музыку для трилогии «Берсерк. Золотой век» создавал уже Сиро Сагису, записывавшийся с Лондонским студийным оркестром в средневековом стиле. Хирасава представил только одну вступительную композицию «Aria», поскольку не был уверен в своём участии и согласился после предложения Миуры. Тем не менее именно он вышел вместе с режиссёром и сэйю на премьеру третьего фильма, хотя чувствовал себя неуместным и сказал, что раз саундтрек Сагису великолепен, то Хирасава должен написать сопоставимую с ним песню, поэтому сделал всё, что мог.
За музыкальное сопровождение сериала 2016—2017 годов также отвечал Сагису, сделавший акцент на индастриал и метал плюс оркестр и хор, Хирасава добавил две новые песни, которые вошли в его сборник Ash Crow, занявший 16 место в чарте Oricon. Туда были включены перезаписанные версии «Forces», «Indra», уже издававшиеся «Aria», «Sign» и другие за 20 лет работы композитора. Опенинги «Inferno» и «Sacrifice» исполнила группа 9mm Parabellum Bullet, а эндинги «Meimoku no Kanata» и «Issai wa Monogatari» — Наги Янаги и Ёсино Нандзё (7 позиция в Oricon).
В 2022 году Хирасава и Сагису добавили новую музыку в отредактированную версию «Берсерк. Золотой век». Мика Накасима исполнила завершающую песню «Wish».

## Компьютерные игры
Популярность манги привела к тому, что по её мотивам были выпущены две компьютерные игры для платформ Sega Dreamcast и Sony PlayStation 2, основанные на арке «Ястреба тысячелетней империи». Первая, «Глава о цветке забвения» (яп. 喪失花の章 Со:сицу хана но сё), представляет собой побочную историю, не связанную непосредственно с событиями манги, тогда как вторая, «Глава об истории войны со святым демоном» (яп. 聖魔戦記の章 Сэймасэнки но Сё), разработанная Yuke’s, довольно близко повторяет сюжет 22—27 томов и может рассматриваться как своего рода экранизация. Дополнительный сценарий о сражении Чёрного мечника с бандой Сокола и Гриффитом придумал Кэнтаро Миура. Музыка написана композитором аниме-сериала, Сусуму Хирасавой в соавторстве с Хироми Иноуэ (Berserk Millennium Falcon Arc: Chapter of the Oblivion Flower), а также Синъя Тикамори, Хироси Ватанабэ, Ясуси Хасэгава и Томоё Нисимото (Berserk ~Millennium Falcon Arc: Record of the Holy Demon War~).
С выходом за пределами Японии было связано множество проблем, в частности, первая выпущена на западных рынках в 2000 году, когда ещё не существовало легального перевода ни манги, ни соответствующего ей аниме, поэтому игра «Sword of the Berserk: Guts' Rage» (яп. ベルセルク 千 帝国の鷹(ミレニアム ファルコン)篇 ~喪失花(わすれはな)の章~) была встречена довольно прохладно. Вторая, изданная в Японии 7 октября 2004 года, в тот момент, когда на английском языке печатался только пятый том манги, вообще не появилась в США из маркетинговых соображений. Поскольку прочие издания по техническим причинам вынуждены опираться на американское, эта игра, известная на Западе просто как «Berserk», вышла кроме Японии только в Корее, где манга выпускалась значительно дольше и незнание игроков не играло никакой роли. CERO присвоила рейтинг Z — от 18 лет.
В 2012 году оружие и доспехи из фильма «Берсерк. Золотой век» были добавлены в игру Dragon’s Dogma.
В 2017 году вышла игра в жанре action/RPG и hack and slash — «Berserk and the Band of the Hawk» (яп. ベルセルク無双 Бэрусэруку Мусо:), которая охватывала события арок «Золотой век», «Чёрный мечник», «Осуждение» и «Ястреб тысячелетней империи». Издание появилось для различных платформ: PC, PlayStation 3, PlayStation 4 и PlayStation Vita. На Metacritic были выставлены смешанные оценки: 54 и 66 из 100 возможных. Сайт IGN дал всего 63 балла, GameSpot — 50.
В 2019 году южнокорейские компании Kakao Games и Pearl Abyss выпустили коллаборацию с онлайн-игрой Black Desert, в рамках которой на некоторое время туда добавлялись новые модели персонажей (Зодд и Рыцарь-череп), игровые задания, предметы и так далее. В 2020 году появился ивент-кроссовер с игрой Shin Megami Tensei Liberation Dx2. Присутствовали Гатс, Ширке, Рыцарь-череп и Мозгус. В качестве музыкального сопровождения прозвучали композиции Ashes и Ash Crow от Сусуму Хирасавы. В 2022 году вышла коллаборация с Lineage W, где стали доступны Гатс, Гриффит, Каска, Серпико, Ширке, Ивалера и Пак.

## Отзывы и критика
Otaku USA назвал «Берсерк» одним из величайших тёмных фэнтези. Syfy — «Игрой престолов» аниме и манги. Согласно журналу «АнимеГид», мировую славу и признание читателей автор заслужил за кропотливую работу над своим главным трудом. «Берсерк» практически моментально добился культового статуса. Лучшая экранизация — сериал 1997 года. Концовка достаточно специфична, и зрителям нужно обратить внимание на первоисточник. Подавляющее большинство авторов современного фэнтези приукрашивают действительность. Приключения с мечом и заклинаниями в альтернативном Средневековье идут без брутальной жестокости и насилия, мрачности и натурализма, иначе такое описание ужасов может повредить продажам. Тем ярче себя проявил тандем Oriental Light and Magic, Кэнтаро Миуры и Сусуму Хирасавы, обеспечивший бесспорный успех. Аниматорам и дизайнерам удалось перенести оригинальный стиль на экран без потерь. Как показало время, решение сместить акцент со сверхъестественного на тему дружбы, верности и противостояния судьбе было удачным. Происходящее можно охарактеризовать стихами Бертрана де Борна. Оценка редакции — 8 из 10 баллов.
До выхода аниме 1997 года энтузиасты могли вспомнить Record of Lodoss War или посредственные экранизации компьютерных игр. Среди многообразия комедийной манги про девочек в доспехах и эпосов о путешествиях героических мальчиков в поисках отцов, «Берсерк» стал оплотом совершенно нехарактерного, жесткого и сурового тёмного фэнтези. Сериал начинается с конца: авторы воспользовались известным приёмом, как и в «Наруто: Ураганные хроники» — первая серия завершает сюжет. Насилие, оставаясь обязательным атрибутом, не выходит на первый план ради крови, а создаёт чудовищный фон выживания, как в «Повелителе мух» и «Королевской битве». «Берсерк» ценен тем, что он, прежде всего, про людей: никто не вечен, многие либо погибают, либо сходят с ума, Гатс совершает подвиги и ошибки, приводящие к бесчеловечной развязке. Удивительна та холодность, с которой Кэнтаро Миура вытаскивает на свет подлинные чувства персонажей. 12-й том является точкой невозврата: Банда Ястреба теряет право выбора, «спаситель» Гриффит заберёт их жизни, чтобы взойти на трон, о котором всегда мечтал, но не в замке Мидланда, а во тьме. Символизм и пафос значительны, как в греческой трагедии. Автор поднимает такие философские вопросы, как «что есть мечта?», «на что люди готовы ради её исполнения?», «где граница человечности?», «кто такой друг?», «что такое любовь?», «от чего можно отказаться для осуществления мести?», «что означает ответственность за судьбы других?», «что такое фатум?», «способен ли человек изменить свою судьбу?».
Трилогия фильмов по большей части соответствовала ожиданиям рецензентов. Но возникли и проблемы: Studio 4 °C объединила компьютерную графику с традиционной анимацией, во многих случаях это выглядит безвкусно. Низкокачественная CGI используется в массовых военных сценах, персонажи больше похожи на марионеток, чем на воинов. С другой стороны, вручную нарисованные фоны и поединки придают суровому миру необходимую свежесть. Сюжет значительно сокращён, темп быстрый, второстепенные герои не раскрыты. Положение спасали постановка, музыка, незначительная цензура и ряд эпизодов третьего фильма. Перезапуск «Берсерка» мог быть лучше и рекомендуется для поклонников, но не для зрителей, незнакомых с мангой.
Борис Невский в журнале «Мир фантастики» заметил, что «Берсерк» продолжался долго, и даже сам Миура не знал, когда ему поставить финальную точку. Поэтому при создании ограниченной аниме-адаптации режиссёры вынуждены исключать побочные линии. Возмущение фанатов «издевательством над оригиналом» особенно неуместно с учётом того, что сам автор «Берсерка» входит в число создателей. Ещё один упрёк связан с графическими особенностями вроде обилия тиби, особенно у Исидро и Пака. Некоторые поклонники прекратили читать мангу, поскольку она превратилась в детский утренник. Но их также ввёл Миура, чтобы разбавить юмором брутальную безнадёгу, хотя «чибики» мешают кровавой атмосфере, творец в своём праве и все претензии отходят к нему. Многим не понравился эффект штриховки, который имитирует затенение карандашом. Но такой неоднозначный приём придаёт оригинальность. В XXI веке 3D в аниме стало повсеместным, процесс не остановить. Экранизация 2016—2017 годов смотрится как веб-анимация, сделанная китайскими студентами за еду. У современных отаку в почёте легкомысленные Granblue Fantasy The Animation или бесконечные The Idolmaster, а на серьёзные аниме спрос ограниченный. «Берсерк» попал в замкнутый круг: ниже рейтинги — меньше денег — хуже анимация — ещё ниже рейтинги. Аниме-индустрия переживает кризис.
Режиссёр Син Итагаки получил много критики от зрителей и ответил, что проблема заключается не только в огромном количестве создаваемых аниме, но и жёстких графиках, заставляющих аниматоров работать на износ. Это привело к тому, что небольшие и даже средние студии теряют сотрудников, которые уходят в крупные компании, способные выделить больше средств и предложить здоровую атмосферу. Исправлять ошибки и недоработки приходится режиссёрам, переделывающим от 80 до 90 % объёма. Из-за наихудшего дизайна и компьютерной анимации 2016 года, которая напоминает Microsoft Paint, вердикт был однозначный: «Берсерк» заслуживает лучшего.
Александр Садовский на сайте IGN Россия подчеркнул: мангу Кэнтаро Миура делал более 30 лет. Это тёмное фэнтези, как и его герой. Если отбросить первые тома, где автор ещё явно не дозрел, и самые поздние, где история, как и положено в любом долгострое, заметно выдыхается, надо отметить, что «Берсерк» — один из лучших представителей жанра. Он жесток и натуралистичен, но не в ущерб смыслу, и вести сюжет с десятками персонажей автору удается не хуже, чем покадрово прорисовывать поединки. Нашлось место и масштабным баталиям, и гротескным монстрам, а когда тщательно отшлифован почти каждый кадр, хочется простить Миуре любые отступления от здравого смысла.
«Навигатор игрового мира» констатировал, что «Берсерк» — без преувеличения культовая манга. Другое дело, что она является примером пословицы «Начал за здравие, а кончил за упокой». Если первые арки, «Чёрный мечник» и «Золотой век», — настоящая классика, рекомендуемая к ознакомлению всем, то «Ястреб тысячелетней империи» уже просто хорошая, а с «Фантазии» начинается откровенный цирк и переливание из пустого в порожнее. Причина одна: по собственному признанию Миуры, над чем он ехидно посмеивается в самой манге, это произведение кормит его столько лет, что заканчивать историю ему не хочется; в результате маэстро откровенно тянет берсерка за плащ. Преданные фанаты продолжали читать, но волновало их то же самое, что и зрителей «Санта-Барбары» — доживут ли они до финала эпопеи.
По мнению Comicbook.com, франшиза «Берсерк» шла с конца 1980-х годов, и многие поклонники задавались вопросом, как судьба Гатса, Гриффита, Каски и тёмного мира, где они живут, достигнет своего конца. Кэнтаро Миура создал удивительный художественный образ для Чёрного мечника и его друзей, которые хотят уничтожить демонические орды Руки Бога. Это произведение искусства требует времени, выдерживая многочисленные паузы, когда дело доходит до выхода следующей главы, чего с нетерпением ждут фанаты. Чёрный мечник на самом деле может отомстить Гриффиту, но он заклеймён и обещан в жертву, его душа принадлежит миру демонов. Берсерк — это история, погрязшая во тьме и крови, где битвы обычно приводят к сотням смертей. Отсюда наиболее верный конец — все проигрывают. Всеобщее уничтожение гарантировано и даст мощный сигнал о том, что месть и власть не бывают навсегда.